# Козырь, Анна Николаевна
Анна Николаевна Козырь (1 мая 1930, хутор Морской Чулек, Матвеево-Курганский район, Донской округ — 30 июля 2012, посёлок Победа, Амвросиевский район, Донецкая область, Украина) — бригадир свиноводческой фермы совхоза «Тимирязевский» Амвросиевского района Донецкой области, Украинская ССР. Герой Социалистического Труда (1971).

## Биография
Родилась в 1930 году в крестьянской семье на хуторе Морской Чулек Матвеево-Курганского района (сегодня — Неклиновский район). С раннего возраста трудилась в сельском хозяйстве. В 1949 году окончила Новочеркасскую сельскохозяйственную школу. В 1950 году переехала в совхоз «Тимирязевский» Амвросиевского района, где трудилась свинаркой на ферме. С 1953 года — бригадир свиноводческой бригады в этом же совхозе. За выдающиеся трудовые достижения по итогам Семилетки (1959—1965) была награждена Орденом Ленина.
В последующие годы бригада под её руководством показывала высокие трудовые результаты в свиноводстве, ежегодно выращивая более 4 тысяч поросят и получая по два-три опороса в год. Средний вес поросёнка составлял не менее 20 килограмм. Бригада досрочно выполнила коллективное социалистическое обязательство и плановые задания Восьмой пятилетки (1966—1970). Указом Президиума Верховного Совета СССР от 8 апреля 1971 года удостоена звания Героя Социалистического Труда за «выдающиеся успехи, достигнутые в развитии сельскохозяйственного производства и выполнении пятилетнего плана продажи государству продуктов земледелия и животноводства» с вручением ордена Ленина и золотой медали «Серп и Молот» (№ 17565).
После выхода на пенсию проживала в посёлке Победа Амвросиевского района, где умерла в июле 2022 года.
Награды
- Герой Социалистического Труда
- Орден Ленина — дважды (22.03.1966; 1971).